# Warfarina
La warfarina (també comercialitzat amb les marques Coumadin™, Jantoven™, Marevan™, i Waran™) és un anticoagulant que en medicina s'administra oralment o, molt rarament, per injecció. També s'utilitza com a plaguicida contra rates i ratolins.

## Descripció
La warfarina és un derivat sintètic de la cumarina, un producte químic trobat de manera natural a moltes plantes, notablement (Galium odoratum, Rubiaceae), i en nivells més baixos en la regalèssia, la lavanda i altres espècies. La warfarina es desenvolupà originalment com un raticida; tanmateix, altres verins més recents són molt més potents i tòxics (p. ex. brodifacoum). La warfarina i els rodenticides actuals pertanyen a la mateixa classe de fàrmacs (cumarines) i els dos disminueixen la capacitat de coagulació de la sang interferint amb el reciclatge de la vitamina K. La warfarina inhibeix la reductasa de la vitamina K, que és l'enzim responsable del reciclatge de la vitamina K oxidada per a reciclar-la al sistema. Per aquesta raó, també s'anomena als medicaments d'aquesta classe com a antagonistes de la vitamina K.

## Estereoquímica
La warfarina conté un estereocentre i consta de dos enantiòmers. Es tracta d'un racemate, és a dir, una barreja 1: 1 de ( R ) - i el ( S ) - forma:
| Enantiómer de warfarina | Enantiómer de warfarina |
| ----------------------- | ----------------------- |
| CAS-Nummer: 5543-58-8   | CAS-Nummer: 5543-57-7   |

## Història
El compost va ser descobert per Karl Paul Link i el seu equip en la dècada de 1940. La warfarina es deriva de la micotoxina anticoagulant natural dicumarol, que es troba al trèvol dolç putrefacte i que causa la mort per sagnat excessiu dels animals que mengen la planta. els seus descobridors van identificar les propietats de la warfarina com rodenticida, pel control de  ratolins i rates en àrees residencials, industrials i agrícoles i més tard en la seva aplicació com anticoagulant.

## Ús mèdic
En el seu ús mèdic, en molts trastorns s'utilitza per a profilaxi de trombosis i embòlies. La seva activitat s'ha de controlar mitjançant anàlisi de sang per a controlar el temps de protrombina o raó internacional normalitzada (INR). S'anomena així en honor de la Wisconsin Alumni Research Foundation.